# Shkodra
För andra betydelser, se Shkodra (olika betydelser).
Shkodra (albanska: Shkodër med böjningsformen Shkodra) är en stad och kommun i norra Albanien. Den är centralort i Shkodërprefekturen.
Shkodra, som ligger vid södra stranden av Shkodrasjön, hade cirka 77 000 invånare vid folkräkningen 2011, med förorterna Gruemirë och Rrethinat 107 000 invånare. Det är en av landets äldsta städer och en av de historiskt mest betydande städerna i Albanien. Den är idag ett viktigt kultur- och handelscentrum för norra Albanien med forskningsinstitutioner, universitet, museer och teatrar. Staden har allsidig industri med bland annat maskin- och textilproduktion. Stadsbilden domineras av ett venetianskt citadell från 1400-talet. Den gamla stadsdelen finns nedanför fästningen. Invånarna i Shkodra kallas shkodraner (på albanska singular shkodran, plural shkodranë). Det antika namnet på staden Shkodra är Scodra.

## Etymologi
Ursprunget till stadens namn är omtvistat bland forskarna. Stadens namn blev känt först efter mynt från 100-talet f.Kr. i den latinska formen Scodra. Det tidigaste ursprunget till stadens namn är dock höljt i dunkel.
Enligt andra källor kommer stadens namn från det latinska ordet skutari som översätts till sköldtillverkare, som refererar till en romersk legion som kejsare Konstantin den store uppfann.
Den vidare utvecklingen av stadens namn är också ett föremål för diskussion bland lingvister gällande det albanska uttalet. Medan Eqrem Çabej och Shaban Demiraj har menat att Scodra övergått till nuvarande formen Shkodra, som ett bevis på det albanska språkets regelbundna utveckling, har Joachim Matzinger angett som skäl för att det inte visar kända eller bestämda fonologiska förändringar som skulle ha skett om namnet hade varit i kontinuerligt bruk i uralbanskan sedan romersk tid.
På äldre svenska var staden känd under namnet Skodra, till exempel i Nordisk familjebok.

## Geografi

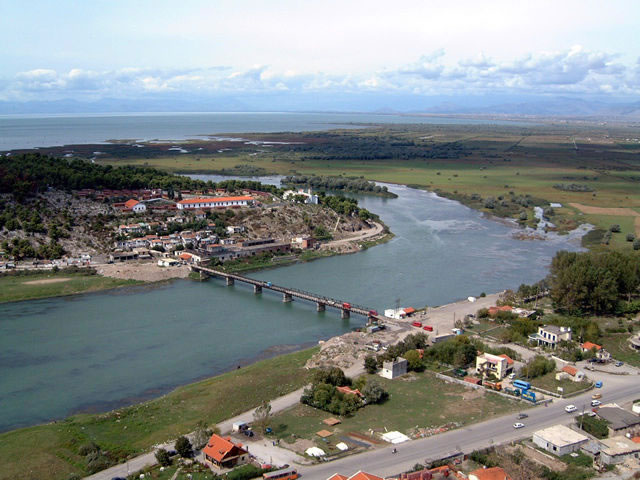
Bunafloden. Foto av Marc Morell.

Shkodrasjön (på albanska Liqeni i Shkodrës, på serbokroatiska Skadarsko jezero) är den största sjön på hela Balkanhalvön. Större delen av sjön ligger innanför montenegrinskt territorium. Vid den södra stranden av Shkodrasjön ligger Shkodra.

### Klimat
Shkodra har en årlig medeltemperatur på 7,5 °C till 14,8 °C, en högstatemperatur på 17 °C till 24,6 °C och en lägstatemperatur på 2,7 °C till -5 °C. Genomsnittlig årlig nederbörd är 2000 mm, vilket är den rikligaste i Albanien. Det högsta berget i området är Jezerca (2 694 m ö.h.).

## Förvaltningsområde och demografi
Shkodra är en stad och kommun i regionen Shkodra i Albanien. Staden ligger vid Shkodrasjön i norr om landet. Kommunen har en kort kustlinje och en kort gräns mot regionen Lezha i söder. I nordöst ligger regionen Kukësi och i både norr och sydväst gränsar kommunen till grannlandet Montenegro.
Kommunen upprättades genom en förvaltningsreform 2014 när den tidigare stadskommunen Shkodra slogs samman med landskommunerna Ana e Malit, Bërdicë, Dajç, Guri i Zi, Postribë, Pult, Rrethinat, Shalë, Shosh och Velipojë. De tidigare kommunerna ingår nu som kommunindelningar i den nya storkommunen. Kommunen har sitt huvudsäte i Shkodra.
Vid folkräkningen 2011 hade den dåvarande stadskommunen 77 075 invånare medan de andra kommunerna som i dag utgör storkommunen Shkodra tillsammans hade 135 612 invånare.
Fram till år 2000 var de tidigare stads- och landskommunerna en del av distriktet Shkodra. Den dåvarande stadskommunen omfattade bara själva staden Shkodra.

## Historia
Ursprungligen en illyrisk bosättning från mitten av 200-talet f.Kr. inrättades Shkodra som huvudstad i kungariket Illyrien under Gentius herravälde, kapitulerade därefter för romarna 168 f.Kr. Staden hamnade i Östrom (Bysans) vid Romarrikets delning år 395.
Efter Bysantinska rikets sönderfall kom staden under olika herrar. Under namnet Scutari tillhörde staden 1396-1479 republiken Venedig, därefter Osmanska riket. Den albanska folkstammen Bushati gjorde staden självständig år 1760. Efter 1831 undertryckte Osmanska riket dess självständighet och gjorde Shkodra till huvudstad i vilajeten med samma namn. Efter att Prizrenligan nedkämpats 1881, spelade Shkodra en framträdande roll under den albanska frihetsrörelsen. Under ledning av kung Nikolaus intog Montenegro Shkodra 22 april 1913 under Andra Balkankriget, men efter starka påtryckningar från stormaktshåll tvingades den montenegrinska armén att utrymma staden redan 9 maj. Skhodra kom därmed att tillhöra det nybildade Albanien.
Under första världskriget svepte nya härar fram genom staden. Mellan år 1916 och 1918 var staden ockuperad av Österrike-Ungern och sedan av de allierade fram till 1920. Under andra världskriget intog tyska trupper staden och den var ockuperad ända fram till 1944.
Befolkningen, med ett stort inslag av katoliker, spelade en framträdande roll under den politiska reformperioden 1990–1991. Shkodra blev centrum för en stark demokratisk rörelse som motarbetade kommunismen i Albanien.

## Kultur
De flesta av stadens invånare är tvåspråkiga med albanska som modersmål och italienska som andra språk.
Förr var Shkodra en betydelsefull kulturstad i Albanien. Det finns idag ungefär 90 arkeologiska, historiska och kulturella minnesmärken.
Den första fotbollsmatchen i Albanien spelades 1905 i staden Shkodra. Shkodras fotbollsklubb Vllaznia Shkodër grundades den 16 februari 1919. Klubben spelar sina matcher på Loro Boriçi-stadion i centrala Shkodra, som är den näst största arenan i Albanien och stod klar 1947.
Shkodra har Albaniens äldsta traditioner inom måleri. Berömda målare från denna stad har bidragit till att öppna många skolor inom målerikonsten. Även många välkända namn inom den albanska litteraturvärlden har fötts eller verkat i staden. Bland dem är Gjon Buzuku och Marin Barleti.
Shkodra är centrum för katolicismen i Albanien, eftersom större delen av de albanska katolikerna är bosatta i staden [källa behövs]. Den största domkyrkan i Albanien är belägen i staden. Staden var säte för en katolsk ärkebiskop och hade ett flertal katolska skolor.
Den första icke-religiösa skolan i Shkodra grundades 1913 och ett statligt gymnasium inrättades 1922. Stadens universitet grundades så sent som 1992. Staden har ett bibliotek med nära 250 000 böcker. Shkodra är den enda staden i Albanien för avancerad utbildning i arabiska och islam.
Bushati-biblioteket, grundad av familjen Bushati på 1840-talet, spelade en viktig roll för det albanska nationella renässansen. Biblioteket blev ett resurscentrum för albanska intellektuella. Ett flertal böcker, skriven av katolska missionärer, samlades och förvarades i biblioteket.

## Sevärdheter
Ovanför floden Buna och staden Shkodra finns den gamla borgen Rozafa som var en tid i labeaternas och sedan i ardianernas ägo, båda illyriska stammar. Enligt legenden blåste varje natt en hård vind som rasade borgbygget, och de tre frustrerade byggherrarna fick av en gammal man rådet att mura in en av sina fruar levande i borgens mur. De följde rådet och murade in den yngsta frun Rozafa och därefter kunde borgbygget avslutas.

## Kända personer
| - Zef Jubani (1818–1880), författare - Alfred Çapaliku (1952–), författare och poet - Arshi Pipa (1920–1997), författare och debattör - Tonin Harapi (1925–1991), kompositör - Preng Jakova (1917–1969), kompositör - Marinus Barletius (ca. 1450–ca. 1512), albansk-italiensk författare, historiker och präst - Alfred Moisiu (1929–), Albaniens 4:e president - Rikard Ljarja (1943–), skådespelare - Marie Logoreci (1920–1988), skådespelerska och sångare - Pashko Vasa (1825–1892), poet och novellist - Andrea Kushi (1884–1959), målare - Hasan Aliu (1814–1891), imam - Ndrek Luca (1927–1993), skådespelare | - Çesk Zadeja (1927–1997), kompositör - Gjovalin Gjadri (1899–1974), ingenjör och brobyggare - Ndoc Gjetja (1944–2010), poet - Kole Idromeno (1860–1939), konstnär, skulptör och arkitekt - Ndre Mjeda (1866–1937), poet - Simon Rrota (1887–1959), målare och fotograf - Kel Kodheli (1870–1940), målare och fotograf - Frederik Ndoci (1960–), sångare och tvåfaldig vinnare av Festivali i Këngës - Luiz Ejlli (1985–), sångare och vinnare av Festivali i Këngës - Tonin Tërshana (1949–2015), sångare och trefaldig vinnare av Festivali i Këngës - Shpëtim Saraçi (1970–), kompositör och direktör vid Festivali i Këngës - Elhaida Dani (1993–), vinnare av Festivali i Këngës, Top Fest och The Voice of Italy |

### Borgmästare
- Lista över borgmästare i Shkodra

### Kategori
- Kategori:Personer från Shkodra

## Galleri

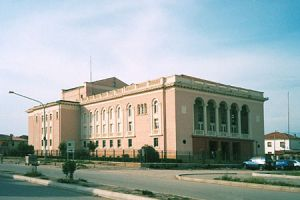
Migjeni-teatern, döpt efter den albanske poeten Millosh Gjergj Nikolla, alias Migjeni, grundad 1958.
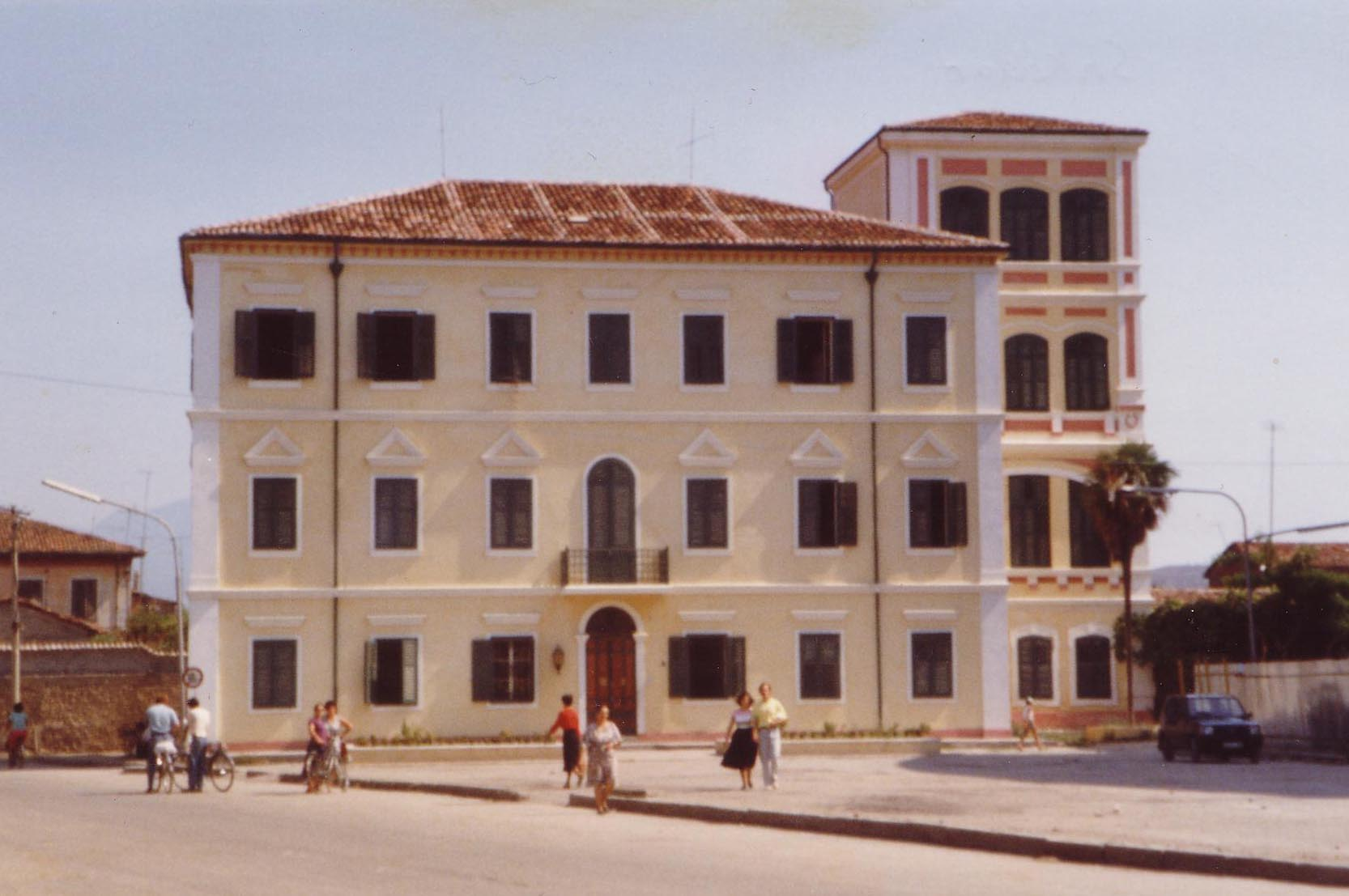
Luigj Gurakuqi-universitetet i Shkodra, döpt efter den albanske frihetskämpen Luigj Gurakuqi.
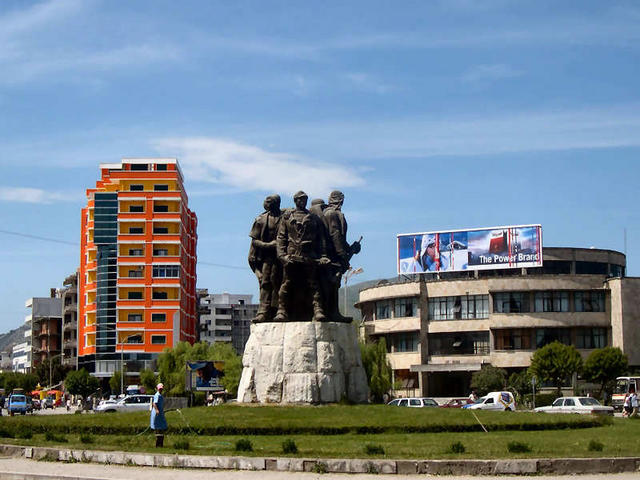
Monumentet "5 Heronjve të Vigut".
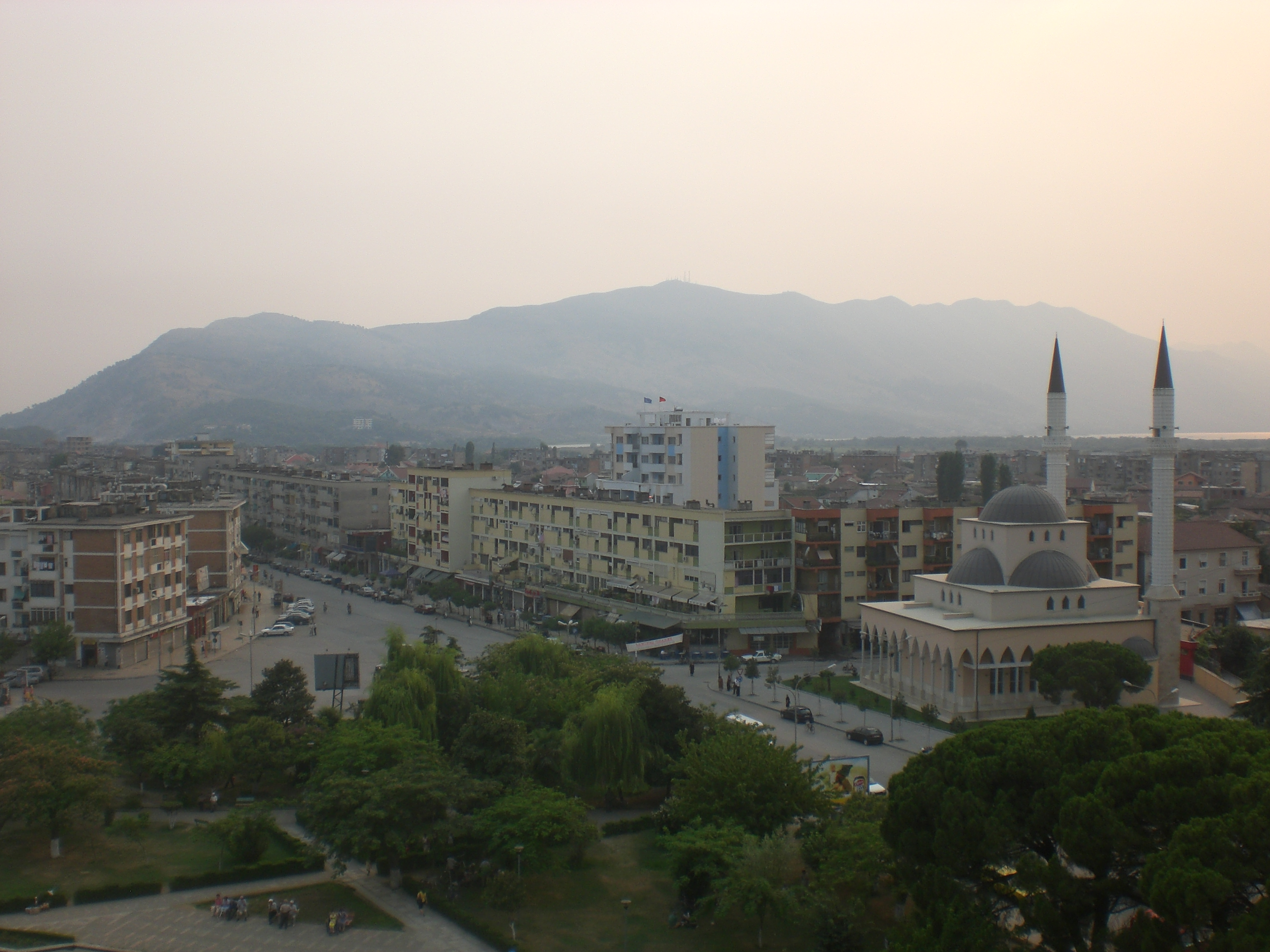
Shkodras skyline.

## Vänorter
Shkodra har följande vänorter:
- - Skopje, Nordmakedonien
- - Prizren, Kosovo
- – Ulcinj, Montenegro
- - Gjakova, Kosovo
- - Cetinje, Montenegro

## Vidareläsning
- Shkodër (på norska) Store norske leksikon.
- Shkodër (på danska) Den Store Danske Encyklopædi.